# Pandanus taveuniensis
Espèce
Statut de conservation UICN

 VU  : Vulnérable
Pandanus taveuniensis est une espèce de plantes de la famille des Pandanacées.